# Shōya Koyama
Shōya Koyama (japanisch 小山 聖也 Koyama Shōya; * 21. April 2003 in der Präfektur Yamaguchi) ist ein japanischer Fußballspieler.

## Karriere
Shōya Koyama erlernte das Fußballspielen in der Jugendmannschaft Kamatamare Sanuki in Takamatsu. Die erste Mannschaft von Kamatamare Sanuki spielt in der dritten japanischen Liga. Sein Drittligadebüt als Jugendspieler gab Shōya Koyama am 4. September 2021 (17. Spieltag) im Auswärtsspiel gegen den Fujieda MYFC. Hier wurde er nach der Halbzeitpause für Mark Ajay Kurita eingewechselt. Fujieda gewann das Spiel mit 5:0. 2021 kam der Jugendspieler dreimal in der dritten Liga zum Einsatz. Am 1. Februar 2022 wechselte er in die erste Mannschaft.